# Ліпінське (Мазовецьке воєводство)
Ліпінське (пол. Lipińskie) — село в Польщі, у гміні Гомбін Плоцького повіту Мазовецького воєводства.
Населення — 220 осіб (2011).
У 1975-1998 роках село належало до Плоцького воєводства.

## Демографія
Демографічна структура станом на 31 березня 2011 року:
|          | Загалом | Допрацездатний вік | Працездатний вік | Постпрацездатний вік |
| -------- | ------- | ------------------ | ---------------- | -------------------- |
| Чоловіки | 105     | 18                 | 74               | 13                   |
| Жінки    | 115     | 14                 | 65               | 36                   |
| Разом    | 220     | 32                 | 139              | 49                   |